# (400134) 2006 UM177
(400134) 2006 UM177 es un asteroide perteneciente al cinturón de asteroides, descubierto el 16 de octubre de 2006 por el equipo del Catalina Sky Survey desde el Catalina Sky Survey, Arizona, Estados Unidos.

## Designación y nombre
Designado provisionalmente como 2006 UM177.

## Características orbitales
2006 UM177 está situado a una distancia media del Sol de 2,769 ua, pudiendo alejarse hasta 3,184 ua y acercarse hasta 2,353 ua. Su excentricidad es 0,150 y la inclinación orbital 7,634 grados. Emplea 1683,27 días en completar una órbita alrededor del Sol.

## Características físicas
La magnitud absoluta de 2006 UM177 es 16,8.